# Kim Hunter
Kim Hunter (właśc. Janet Cole; ur. 12 listopada 1922 w Detroit, zm. 11 września 2002 w Nowym Jorku) – amerykańska aktorka teatralna, filmowa i telewizyjna, laureatka Oscara za drugoplanową rolę w filmie Tramwaj zwany pożądaniem (1951). W późniejszym okresie nominowana do nagrody Daytime Emmy za rolę w operze mydlanej The Edge of Night.

## Życiorys
Janet Cole urodziła się w Detroit, jako córka Grace Lind, pianistki, oraz Donalda Cole’a, inżyniera urządzeń chłodniczych. Uczęszczała do Miami Beach High School.
Pierwszą rolę Hunter zagrała w filmie noir Siódma ofiara z 1943 roku; w tym samym roku pracowała na planie musicalu Czuły towarzysz. W 1946 roku zagrała u boku Davida Nivena w obrazie Sprawa życia i śmierci. Występowała w oryginalnej obsadzie broadwayowskiej sztuki Tramwaj zwany pożądaniem (1947), w roli Stelli Kowalski. Znajomość roli pozwoliła jej otrzymać rolę w filmowej wersji sztuki z 1951 roku, za który otrzymała Oscara za najlepszą rolę drugoplanową oraz Złoty Glob dla najlepszej aktorki drugoplanowej.
Hunter została wpisana na tzw. czarną listę Hollywood w 1950 roku, wśród których znajdowali się podejrzewani o poglądy komunistyczne pracownicy Hollywood w czasie ery McCarthy’ego. Reżyser filmu Tramwaj zwany pożądaniem Elia Kazan wymienił Hunter jako zwolenniczkę komunizmu przed Komisją Izby Reprezentantów do Badań Działalności Nieamerykańskiej.
W latach 50. rozpoczęła karierę w przemyśle telewizyjnym, gdzie występowała w popularnych serialach telewizyjnych i operach mydlanych, w których grała przez większą część swojej późniejszej kariery. Wystąpiła m.in. w Doktorze Kildare, Bonanzie czy Columbo. W 1980 roku otrzymała nominację nagrodę Daytime Emmy za rolę w operze mydlanej The Edge of Night.
Do jej najbardziej znanych ról należy rola Doktor Ziry, szympansicy z filmu będącego klasykiem kina science-fiction Planeta Małp (1968). Aktorka w rolę wcielała się również w dwóch sequelach filmu: W podziemiach Planety Małp (1970) oraz Ucieczka z Planety Małp (1971).
W 1997 roku wystąpiła w filmie Clinta Eastwooda Północ w ogrodzie dobra i zła.
Hunter zmarła z powodu zatrzymania akcji serca w Nowym Jorku, w wieku 79 lat.
Posiada dwie gwiazdy na Hollywood Walk of Fame, jedną filmową przy 1615 Vine Street, a drugą telewizyjną znajdującą się przy 1715 Vine Street.

## Filmografia
Filmy fabularne
- 1943: Siódma ofiara (The Seventh Victim) jako Mary Gibson
- 1943: Czuły towarzysz (Tender Comrade) jako Doris Dumbrowski
- 1944: I tak zostali małżeństwem (When Strangers Marry) jako Millie Baxter
- 1944: A Canterbury Tale jako dziewczyna Johnsona
- 1945: You Came Along jako Frances Hotchkiss
- 1946: Sprawa życia i śmierci (A Matter of Life and Death) jako June
- 1951: Tramwaj zwany pożądaniem (A Streetcar Named Desire) jako Stella Kowalski
- 1952: Ostatni termin (Deadline – U.S.A.) jako Nora Hutcheson
- 1952: Anything Can Happen jako Helen Watson
- 1956: Storm Center jako Martha Lockridge
- 1956: Bermuda Affair jako Fran West
- 1957: The Young Stranger jako Helen Ditmar
- 1957: The Comedian jako Julie Hogarth
- 1959: Money, Women and Guns jako Mary Johnston Kingman
- 1960: The Closing Door
- 1960: Special for Women: The Cold Woman jako Oziębła kobieta
- 1961: Give Us Barabbas jako Mara
- 1964: Lilith jako dr Bea Brice
- 1966: Lamp at Midnight jako Maria Celeste
- 1968: Planeta Małp (Planet of the Apes) jako doktor Zira
- 1968: The Young Loner jako Freda Williams
- 1968: Pływak (The Swimmer) jako Betty Graham
- 1970: Dial Hot Line jako pani Edith Carruthers
- 1970: The Teaching jako Nan Golden
- 1970: W podziemiach Planety Małp (Beneath the Planet of the Apes) jako doktor Zira
- 1971: In Search of America jako Cora Chandler
- 1971: Ucieczka z Planety Małp (Escape from the Planet of the Apes) jako doktor Zira
- 1971: Jennifer on My Mind jako matka Walkera (sceny usunięte)
- 1973: The Magician jako Nora Cougan
- 1974: Unwed Father jako Judy Simmons
- 1974: Born Innocent jako pani Parker
- 1974: Bad Ronald jako Elaine Wilby
- 1976: Dark August jako Adrianna Putnam
- 1976: The Dark Side of Innocence jako Kathleen Hancock
- 1979: The Golden Gate Murders jako siostra przełożona
- 1980: F.D.R.: The Last Year jako Lucy Rutherford
- 1981: Skokie jako Bertha Feldman
- 1985: Private Sessions jako Rosemary O’Reilly
- 1987: The Kindred jako Amanda Hollins
- 1988: Żegnaj, supermamo (Drop-Out Mother) jako Leona
- 1989: Cross of Fire
- 1990: Oczy Szatana (Due occhi diabolici) jako pani Pym
- 1993: The Black Cat jako pani Pym
- 1993: Bloodlines: Murder in the Family jako Vera Woodman
- 1993: Triumph Over Disaster: The Hurricane Andrew Story jako Elsa Rael
- 1997: Północ w ogrodzie dobra i zła (Midnight in the Garden of Good and Evil) jako Betty Harty
- 1998: Jubilerka (A Price Above Rubies) jako Rebbitzn
- 1999: Cienie przeszłości (Abilene) jako Emmeline Brown
- 1999: Pod błękitnym księżycem (Blue Moon) jako Sheila Keating
- 1999: Powrót z piekła (Out of the Cold) jako Elsa Lindepu
- 2000: The Hiding Place jako Muriel
- 2000: Odrobina szaleństwa (Here's to Life!) jako Nelly Ormond

Seriale telewizyjne
- 1948-1949: Actor's Studio
- 1949: Suspense jako Emily
- 1949: The Ford Theatre Hour jako Meg March
- 1952: Robert Montgomery Presents
- 1954: Janet Dean, Registered Nurse jako Sylvia Peters
- 1955: Screen Directors Playhouse jako Elizabeth
- 1955: Omnibus jako Stella Kowalski
- 1955-1958: Climax! jako Ann Brewster / Lynn Griffith / Barbara Williams
- 1956: Studio 57 jako Molly
- 1956: On Trial jako Anita Wells
- 1956-1960: General Electric Theater jako Hilda / Mary Murphy
- 1956-1960: Playhouse 90 jako Anna Rojas / Helen Bragg / Maria / Pani Anderson / Shirl Cato
- 1956-1962: The United States Steel Hour jako Vivan
- 1957: The Kaiser Aluminum Hour jako Louise Marden
- 1958: Studio One jako Maggie Church
- 1958: Rendezvous jako Amanda 'Mandy' Sullivan Skowran
- 1958: Alcoa Theatre jako Stephanie Heldman
- 1959: Rawhide jako Amelia Spaulding
- 1959: The Lineup jako siostra Angela
- 1959: Adventures in Paradise jako Vanessa Sutton Charles
- 1962: Naked City jako Edna Daggett
- 1962: The Dick Powell Show jako Ruth Jacobs
- 1962: The Eleventh Hour jako Virginia Hunter
- 1963: The Nurses jako Lora Stanton
- 1963: Breaking Point jako Anita Anson
- 1963: Arrest and Trial jako Geraldine Weston Saunders
- 1964: The Alfred Hitchcock Hour jako Adelaide Winters
- 1965: The Defenders jako Eileen Rolf
- 1965: Doktor Kildare (Dr. Kildare) jako Emily Field
- 1966: Hawk jako pani Gilworth
- 1968: Bonanza jako Ada Halle
- 1967-1970: Mannix jako Angela Warren / Louise Dubrio
- 1968: The Jackie Gleason Show jako panna Patterson
- 1968: CBS Playhouse jako Gerrie Mason
- 1969: NET Playhouse jako Clytemnestra
- 1970: The Young Lawyers jako Miriam Hewitt
- 1970: Bracken's World jako Amy Dobie
- 1971: The Bold Ones: The New Doctors jako Elaine Miller
- 1971: Gunsmoke jako Bea Colter
- 1971: Cannon jako Liz Somers
- 1971: Columbo jako Edna Matthews
- 1971-1974: Medical Center jako Carla Yarman / Marion
- 1972: Night Gallery jako Cora Peddington
- 1972: Owen Marshall: Counselor at Law jako Faye Danner
- 1973: Mission: Impossible jako Hannah O’Connel
- 1973: Marcus Welby, lekarz medycyny (Marcus Welby, M.D.) jako Vera Pulaski
- 1973: Griff jako doktor Martha Reed
- 1973: Police Story jako Ruth
- 1973-1974: The Evil Touch jako Emily Weber / Jill
- 1974: Ironside jako Athena / Joanna Portman
- 1979: Backstairs at the White House jako pani Ellen Wilson
- 1979: The Rockford Files jako pani Brockelman
- 1979-1980: The Edge of Night jako Nola Madison
- 1985: American Playhouse jako Mary Easty
- 1990: Napisała: Morderstwo (Murder, She Wrote) jako Beatrice Vitello
- 1993: Wszystkie moje dzieci (All My Children) jako Faye Perth
- 1994: Szaleję za tobą (Mad About You) jako Millie
- 1994: Prawnicy z Miasta Aniołów (L.A. Law) jako pani Schoen
- 1997: As the World Turns jako pielęgniarka / Pani Tompkins
- 2001: Profesor Max Bickford (The Education of Max Bickford) jako Adelle Aldrich

## Nagrody
- Nagroda Akademii Filmowej Najlepsza aktorka drugoplanowa: 1952 Tramwaj zwany pożądaniem
- Złoty Glob Najlepsza aktorka drugoplanowa: 1952 Tramwaj zwany pożądaniem